# 고려가요
고려가요(高麗歌謠)는 고려 시대에 민요처럼 구전(口傳)으로 전승되어 오던 시가(詩歌)이다. 고려속요(高麗俗謠)라고도 부른다.
대개 한글로 표기되어 있지만, 〈도이장가〉(悼二將歌) 등 이두로 표기된 것도 있다.
《악장가사》(樂章歌詞), 《악학궤범》, 《시용향악보》, 《근재집》, 《고려사악지》(高麗史樂志), 《장범공유사》(壯範公遺事) 등에 실려 전하며, 정서·고려 예종·안축을 제외하고는 그 대부분이 작자 미상이지만, 그 신분은 유녀(遊女, 노는 여자)가 많았다.
내용 주제별로는 애정, 군신, 유람 등으로 나뉘며, 형식은 장(章)이 나뉘며, 후렴이 있다는 것이 특징이다.
- 애정 : 〈만전춘〉(滿殿春), 〈가시리〉, 〈서경별곡〉, 〈쌍화점〉, 〈이상곡〉(履霜曲), 〈정석가〉
- 신의 : 〈도이장가〉, 〈정과정〉,
- 자연 : 〈청산별곡〉

## 비판
고려가요에는 남녀 사이의 사랑을 읊은 내용이 많은데, 너무나 사실적인 표현으로 조선시대 유학자들 사이에서 남녀상열지사(男女相悅之詞)로 낮춰 불리며 많은 비판을 받았다. 이로 말미암아 많은 고려가요가 상실되었고, 지금 전하는 고려가요의 내용도 많이 수정되었을 것이라고 추측된다.

## 같이 보기
- 경기체가
- 향가